# Добрешть (комуна, Біхор)
Добрешть, Добрешті (рум. Dobrești) — комуна у повіті Біхор в Румунії. До складу комуни входять такі села (дані про населення за 2002 рік):
- Добрешть (1991 особа) — адміністративний центр комуни
- Корнішешть (286 осіб)
- Кринчешть (542 особи)
- Лункаспріє (959 осіб)
- Рекаш (115 осіб)
- Топа-де-Жос (230 осіб)
- Топа-де-Сус (760 осіб)
- Хідішел (776 осіб)

Комуна розташована на відстані 399 км на північний захід від Бухареста, 37 км на південний схід від Ораді, 100 км на захід від Клуж-Напоки, 145 км на північний схід від Тімішоари.

## Населення
За даними перепису населення 2002 року у комуні проживали 5659 осіб.
Національний склад населення комуни:
| Національність | Кількість осіб | Відсоток |
| -------------- | -------------- | -------- |
| румуни         | 4921           | 87,0%    |
| цигани         | 720            | 12,7%    |
| угорці         | 7              | 0,1%     |
| українці       | 7              | 0,1%     |
| німці          | 1              | < 0,1%   |
| серби          | 1              | < 0,1%   |
| словаки        | 1              | < 0,1%   |
| італійці       | 1              | < 0,1%   |

Рідною мовою назвали:
| Мова       | Кількість осіб | Відсоток |
| ---------- | -------------- | -------- |
| румунська  | 4920           | 86,9%    |
| циганська  | 720            | 12,7%    |
| угорська   | 9              | 0,2%     |
| українська | 7              | 0,1%     |
| російська  | 1              | < 0,1%   |
| словацька  | 1              | < 0,1%   |
| італійська | 1              | < 0,1%   |

Склад населення комуни за віросповіданням:
| Релігія       | Кількість осіб | Відсоток |
| ------------- | -------------- | -------- |
| православні   | 4186           | 74,0%    |
| п'ятдесятники | 1350           | 23,9%    |
| баптисти      | 107            | 1,9%     |
| римо-католики | 11             | 0,2%     |
| реформати     | 4              | 0,1%     |
| не релігійні  | 1              | < 0,1%   |

## Зовнішні посилання
- Дані про комуну Добрешть на сайті Ghidul Primăriilor [Архівовано 3 червня 2011 у Wayback Machine.]